# Microsoft Access
«Microsoft Access» (повна назва Microsoft Office Access) — система управління базами даних, програма, що входить до складу пакету офісних програм Microsoft Office. Має широкий спектр функцій, включаючи зв'язані запити, сортування по різних полях, зв'язок із зовнішніми таблицями і базами даних. Завдяки вбудованій мові VBA, в самому Access можна писати підпрограми, що працюють з старими версіями Microsoft Office Access.

## Склад програмного продукту
Основні компоненти MS Access:
- конструктор таблиць;
- конструктор екранних форм;
- конструктор SQL-запитів (мова SQL в MS Access не відповідає стандарту ANSI);
- конструктор звітів, що виводяться на друк.

Таблиця — це основний об'єкт бази даних, призначений для збереження даних, документів та інших облікових записів.
Запит — вибирає дані з таблиць згідно з умовами, що задаються.
Форма — відображає дані з таблиць або запитів відповідно до форматів, описаних користувачем. Форма дозволяє переглядати, редагувати та друкувати дані.
Звіт —  відображає і друкує дані з таблиць або запитів згідно з описаним користувачем форматом. У звіті дані редагувати не можна.

## Взаємодія з іншими СУБД
Вбудовані засоби взаємодії MS Access зі зовнішніми СУБД з використанням інтерфейсу ODBC знімають обмеження, властиві Microsoft Jet Database Engine. Інструменти MS Access, які дозволяють реалізувати таку взаємодію називаються "пов'язані таблиці" (зв'язок з таблицею СУБД) і "запити до сервера" (запит на діалекті SQL, який "розуміє" СУБД).
Корпорація Microsoft для побудови повноцінних клієнт-серверних додатків на базі MS Access рекомендує використовувати як рушій бази даних СУБД MS SQL Server. При цьому є можливість поєднати з властивою MS Access простотою інструменти для управління БД і засоби розробки.
Відомі також реалізації клієнт-серверних додатків на базі зв'язки Access 2003 з іншими СУБД, зокрема, MySQL   

## Сумісність Access з сторонніми джерелами даних
| СУБД (Джерела даних) | Версія Access | Драйвер                                  | Оновлювані запити |
| -------------------- | ------------- | ---------------------------------------- | ----------------- |
| Файли Excel          | всі           | вбудований                               | Ні                |
| SQLite               |               |                                          | Так               |
| MySQL                | 2000-2003     | MyODBC v.3.51.X, 5.1.X                   | Так               |
| PostgreSQL           |               |                                          | Так               |
| Firebird             |               |                                          | Так               |
| 1C v.7.7 (dbf)       | 2003          | Visual FoxPro ODBC driver v.6.01.8629.01 | Ні                |
| Paradox              |               |                                          |                   |
| Oracle               |               |                                          |                   |
| Текстові файли       | всі           | вбудований                               | Ні                |
| Таблиці html         | всі           | вбудований                               | Ні                |

## Збереження в Access
Access, при роботі з базою даних, інакше взаємодіє з жорстким (або гнучким) диском, ніж інші програми.
В інших програмах, файл-документ, при відкритті, повністю завантажується в оперативну пам'ять, і нова редакція цього файлу (змінений файл) цілком записується на диск тільки при натисканні кнопки «зберегти».
В Access нова редакція вмісту зміненої комірки таблиці записується на диск (зберігається) відразу, як тільки курсор клавіатури буде поміщений в іншу комірку (або нова редакція зміненого запису записується на диск відразу, як тільки курсор клавіатури буде поставлений в іншу запис (рядок)). Таким чином, якщо раптово відключать електрику, то пропаде тільки зміна того запису, якого не встигли покинути.
Цілісність даних в Access забезпечується також за рахунок механізму транзакцій.
Кнопка «Зберегти» в Access теж є, але в Access у режимі перегляду даних вона потрібна, в першу чергу, для збереження зміненого режиму показу таблиці або іншого об'єкта - тобто, для збереження таких змін, як:
- зміна ширини стовпців і висоти рядків,
- перестановка стовпців в режимі перегляду даних, «закріплення» стовпців і звільнення закріплених стовпців,
- зміна сортування,
- застосування нового фільтра,
- зміна шрифту; кольору тексту, сітки і тла
- і т. ін.

Крім того, в Access ця кнопка потрібна в режимі «Конструктор» для збереження змін структури об'єкта бази даних, зроблених в цьому режимі.

## Догляд за базою даних
Навіть якщо в процесі роботи з файлом бази даних не застосовувався режим «Конструктор» і нові дані в базу даних не додавалися (тобто якщо база даних тільки проглядалася), то все одно файл бази даних має тенденцію з часом, в процесі роботи з ним, все більше і більше збільшуватися в розмірі. Дуже сприяє збільшенню розміру файлу застосування нових сортувань і фільтрів (особливо якщо було застосовано кілька різних сортувань / фільтрів).
Це збільшення розміру файлу є, фактично, порожнечею, але ця порожнеча лежить всередині файлу, збільшуючи його об'єм.
Щоб повернути файлу бази даних нормальний (мінімальний) обсяг (тобто щоб прибрати з файлу порожнечу), в Access є кнопка «Стиснути та відновити базу даних» - цю кнопку потрібно час від часу натискати (при натисканні цієї кнопки ніяка інформація, ніякі дані з файлу бази даних не видаляються). Так само базу даних можна запустити з параметром / compact, що виконає стиснення автоматично і закриє базу по закінченні процесу.

## Версії
- 1993 Access 2.0 для Windows (Office 4.3)
- 1995 Access 7 для Windows 95 (Office 95)
- 1997 Access 97 (Office 97)
- 1999 Access 2000 (Office 2000)
- 2001 Access 2002 (Office XP)
- 2003 Access 2003 (з комплекту програм Microsoft Office 2003)
- 2007 Microsoft Office Access 2007 (з комплекту програм Microsoft Office 2007)
- 2010 Microsoft Office Access 2010 (із комплекту програм Microsoft Office 2010)
- 2013 Microsoft Office Access 2013 (із комплекту програм Microsoft Office 2013)
- 2016 Microsoft Office Access 2016 (із комплекту програм Microsoft Office 2016)
- 2019 Microsoft Office Access 2019 (із комплекту програм Microsoft Office 2019)
- 2021 Microsoft Office Access 2021 (із комплекту програм Microsoft Office 2021 (Microsoft Office 365))

## Практичні аспекти ліцензування Access
Microsoft Access є пропрієтарним програмним забезпеченням, тобто для його використання необхідно придбати ліцензію. Однак для використання готових додатків, створених за допомогою Access, ліцензія не потрібна. Для роботи такого додатка необхідна runtime-версія Access, яка розповсюджується безкоштовно.
Корпорація Microsoft поширює повнофункціональну версію Access як окремо, так і спільно з іншими додатками (Word, Excel та ін) у складі пакетів Microsoft Office Professional, Microsoft Office Professional Plus і Microsoft Office Enterprise.